# Liczby ośmiościenne

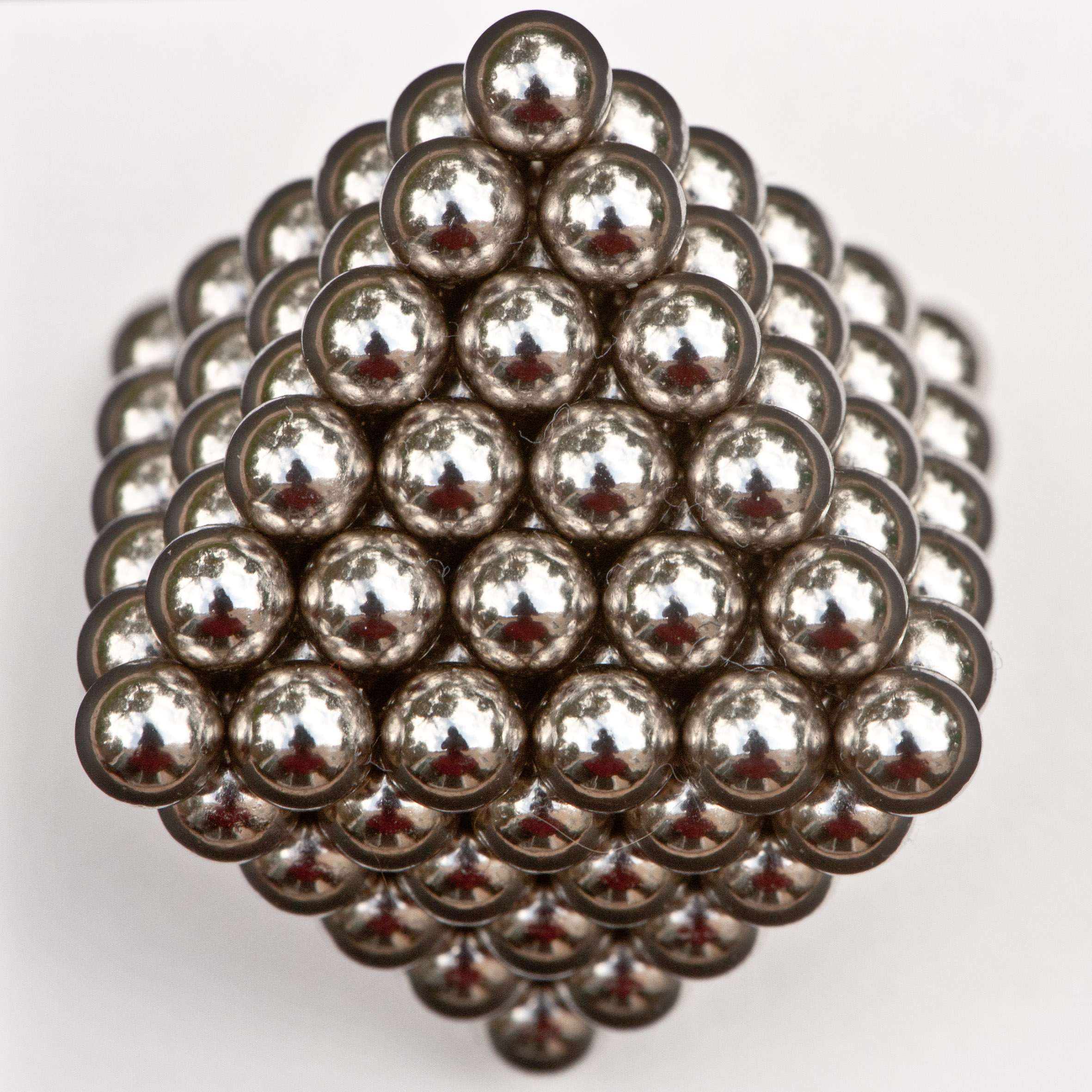
146 kulek upakowanych w formie ośmiościanu

Liczba ośmiościenna – liczba figuralna przedstawiająca liczbę sfer w ośmiościanie foremnym utworzonym z gęsto upakowanych sfer o równych promieniach. 
{\displaystyle O_{n}} (czyli {\displaystyle n}-tą liczbę ośmiościenną) można wyznaczyć ze wzoru 
{\displaystyle O_{n}={n(2n^{2}+1) \over 3}.}
Początkowe liczby ośmiościenne to: 
1, 6, 19, 44, 85, 146, 231, 344, 489, 670, 891 (ciąg  A005900 w OEIS).